# Rodolfo Gavazzi
Rodolfo Gavazzi (1908 – 1995) è stato un nobile, Grande ufficiale e dirigente sportivo italiano, noto soprattutto per essere stato presidente del Vicenza Calcio negli anni cinquanta.

## Biografia
Discendente dai Gavazzi, una famiglia borghese e nobile; suo padre, il senatore Giuseppe Gavazzi, comprò nel 1937 il lanificio vicentino Lanerossi; sua madre Pia era figlia di Ercole Gnecchi Ruscone e di Maria Sessa, appartenenti a due grandi dinastie milanesi attive in campo tessile e nella finanza. Sposò sua cugina Pia Gnecchi Ruscone.
Nel 1953 il colosso laniero acquista il Vicenza Calcio denominandolo Lanerossi Vicenza e in quello stesso anno Rodolfo Gavazzi assume la presidenza della squadra biancorossa, affidando dapprima la panchina all'allenatore Fioravante Baldi e successivamente ad Aldo Campatelli.
Gavazzi rimarrà presidente del Vicenza per tre stagioni dal 1953 al 1956.